# Aya Nakamura
Aya Danioko (n. 10 mai 1995, Bamako), cunoscută profesional ca Aya Nakamura, este o cântăreață franceză originară din Mali. Este cunoscută în special pentru single-ul „Djadja”. Lansat în aprilie 2018, single-ul a ajuns pe locul 1 în France Singles Top 100, Nederlandse Top 40 și Airplay 100 și în top 20 în Belgia și Israel.
Aya Nakamura este cea mai mare din cei cinci copii ai unei familii de grioți, o castă de povestitori și muzicieni africani. Familia sa a emigrat și s-a stabilit în Aulnay-sous-Bois încă de când aceasta era copilă. Deși nesigură asupra viitorului său profesional, aceasta a urmat cursuri de modă în La Courneuve. Ulterior, s-a lansat în industria muzicală sub numele de scenă Nakamura după personajul Hiro Nakamura din serialul Eroii. Prima creație muzicală a acesteia se numește „Karma” și a fost publicată pe Facebook în 2014. A apărut pentru prima dată în topurile muzicale din Franța în 2015 cu piesa „Love d'un voyou”, o colaborare cu rapperul Fababy. Doi ani mai târziu, Aya și-a lansat primul album, Journal intime. Albumul a fost certificat disc de aur în Franța.

## Discografie

### Albume
| Album          | Detalii |
| -------------- | --- |
| Journal intime | - Lansare: 2017 - Case de discuri: Rec. 118, Warner Music France, Parlophone - Format: CD, digital download             |
| Nakamura       | - Lansare: 2 noiembrie 2018 - Case de discuri: Rec. 118, Warner Music France, Parlophone - Format: CD, digital download |

### Single-uri
| An   | Single                       | Poziții | Poziții  | Poziții  | Poziții | Poziții | Poziții | Poziții | Poziții | Poziții | Poziții | Certificări                                        | Album          |
| An   | Single                       | FRA     | BEL (FL) | BEL (WA) | CHE     | DEU     | ISR     | NLD     | PRT     | ROU     | SWE     | Certificări                                        | Album          |
| ---- | ---------------------------- | ------- | -------- | -------- | ------- | ------- | ------- | ------- | ------- | ------- | ------- | -------------------------------------------------- | -------------- |
| 2016 | „Super héros” (feat. Gradur) | 34      | —        | —        | —       | —       | —       | —       | —       | —       | —       |                                                    | Journal intime |
| 2016 | „Comportement”               | 23      | —        | 40       | —       | —       | —       | —       | —       | —       | —       | - SNEP: platină                                    | Journal intime |
| 2016 | „Oumou Sangaré”              | 65      | —        | —        | —       | —       | —       | —       | —       | —       | —       |                                                    | Journal intime |
| 2018 | „Djadja”                     | 1       | 16       | 16       | 32      | 43      | 2       | 1       | 57      | 1       | 72      | - BEA: platină - IFPI Schweiz: aur - SNEP: diamant | Nakamura       |
| 2018 | „Copines”                    | 2       | —        | 18       | 94      | —       | —       | 87      | —       | —       | —       | - SNEP: aur                                        | Nakamura       |